# Кайванто, Киммо
Ки́ммо О́лави Ка́йванто (фин. Kimmo Olavi Kaivanto; 25 мая 1932[…], Тампере, Хяме — 20 апреля 2012, Хельсинки) — финский скульптор, профессор.

## Биография
Родился 25 мая 1932 года в Тампере.
В 1972 году был награждён медалью Pro Finlandia, а в 1995 году скульптору присвоено звание профессора.
Скончался 20 апреля 2012 года в Хельсинки.

## Творчество
В 1997 году написал официальный портрет президента Финляндии Мартти Ахтисаари.
Как уроженец Тампере спроектировал лого тамперской хоккейной команды Таппара.
Наиболее известными работами автора являются: скульптура «Ода 60 000 озёр» (перед гостиницей «Hesperia» в Хельсинки), а также произведения «Серебряные мосты» и «Нереиды» (в торговом центре Камппи в центре Хельсинки).

## Галерея

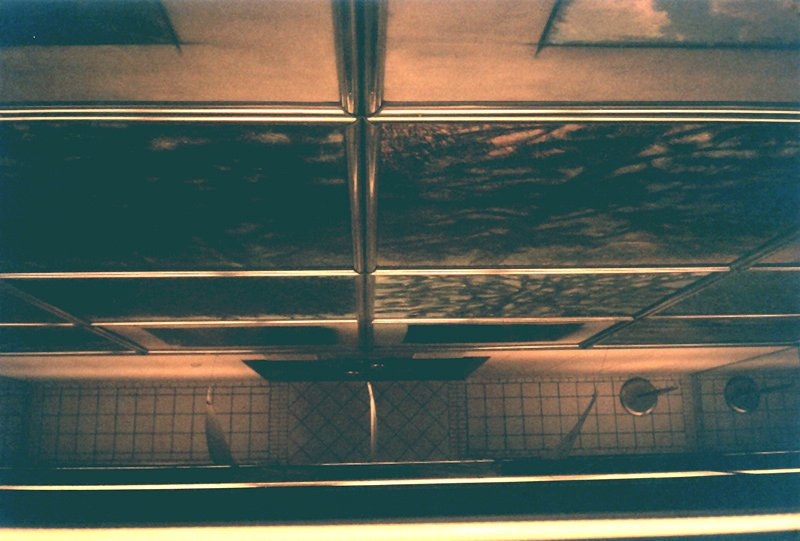
Finnjet Staircase